# گمینا کاونچن
گمینا کاونچن (به لهستانی:  Gmina Kawęczyn) یک گمینا در لهستان است که در شهرستان تورک واقع شده‌است. گمینا کاونچن ۱۰۱٫۰۶ کیلومتر مربع مساحت و ۵٬۳۰۴ نفر جمعیت دارد.